# گلرنگ (سرده)
گلرنگ وحشی (نام علمی: Carthamus) نام یک سرده از تیره کاسنیان است.